# Mod Nordpolen
Mod Nordpolen ('Naar de Noordpool') is een toneelstuk in drie akten geschreven door Vilhelm Dybwad. Het stuk ging lang zonder auteur door het leven. Ook tegenwoordig nog wordt Dybwad niet altijd als schrijver genoemd.

## Toneelstuk
Het toneelstuk gaat over ontdekkingsreiziger Paal Fix. Andere rollen zijn onder meer weggelegd voor een Italiaan, een Fransman, een Noor, twee Groenlanders, een negerkok Bobo en een reporter. Het toneelstuk ging als een soort operette in première op 6 april 1911 in het Nationaltheatret in Oslo. De avonden waren meer een parodie op het toneelstuk dan een serieuze avond. Het was een soort heldenvertoon ten opzichte van de plattelandsbevolking van Noorwegen.

## Muziek
De muziek bij die voorstellingen werd gecomponeerd door Johan Halvorsen. Halvorsen schreef een proloog, een intermezzo en feestpolonaise. Zeer waarschijnlijk is het werk voor mannenkoor a capella Byens ærværdige Fædre (De eerbiedwaardige vader) uit die dertien voorstellingen afkomstig. Er kwamen geen vervolgvoorstellingen en alles verdween in de la.